# Palatul Stern
Palatul Stern din Oradea a fost construit în 1909 după planurile arhitecților Marcell Komor și Dezso Jakab.
Este o clădire de colț în stil Ödön Lechner, care prezintă o reușită tentativă de ritmare a fațadei, de altfel plană, prin accentuarea celor patru bovindouuri de pe fațade (două pe fiecare), prin amplasarea masivului turn circular pe colț, subliniind astfel punctul de inflexiune dintre cele două fațade, de asemenea împins în afară, sau prin streașină mult ieșită în consola susținută de contravântuiri din lemn sculptat.
Clădirea iese din obișnuitul reprezentărilor Art Nouveau prin sobrietate, dar totodată creează senzația de apartenență prin subtilitatea reprezentării detaliilor. La parter decorația a fost distrusă, rămânând intacte doar cele două porți de acces.